# Ben Andrews
Ben Andrews (1950) é um matemático australiano, professor da Universidade Nacional da Austrália.
Obteve um doutorado em 1993 na Universidade Nacional da Austrália, com a tese Evolving Convex Hypersurfaces.
Recebeu a Medalha Australian Mathematical Society de 2003. Em 2012 foi eleito fellow da American Mathematical Society.